# Jon Douglas
Jon Douglas est un joueur américain de tennis et de basket-ball, né le 10 septembre 1936 à Hot Springs (Arkansas), mort à Brentwood (Los Angeles) le 27 juillet 2010.

## Palmarès
- US Open : quart de finale en 1961